# Ems
L'Ems (en alemany: Ems, en baix alemany: Eems o Iems, en neerlandès: Eems i en llatí: Amisia) és un riu a l'extrem nord-occidental d'Alemanya.

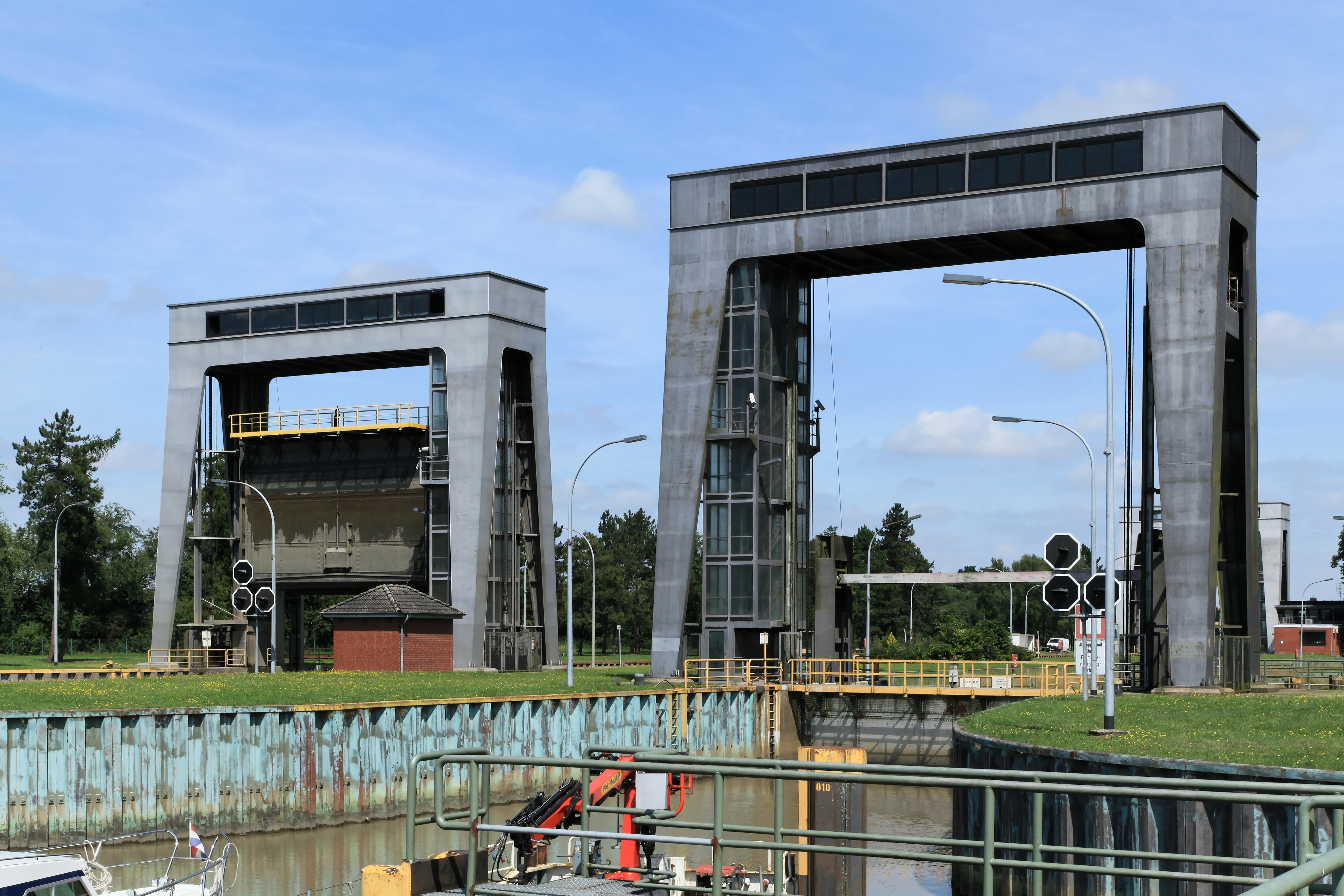
La resclosa de Herbrum (Papenburg)

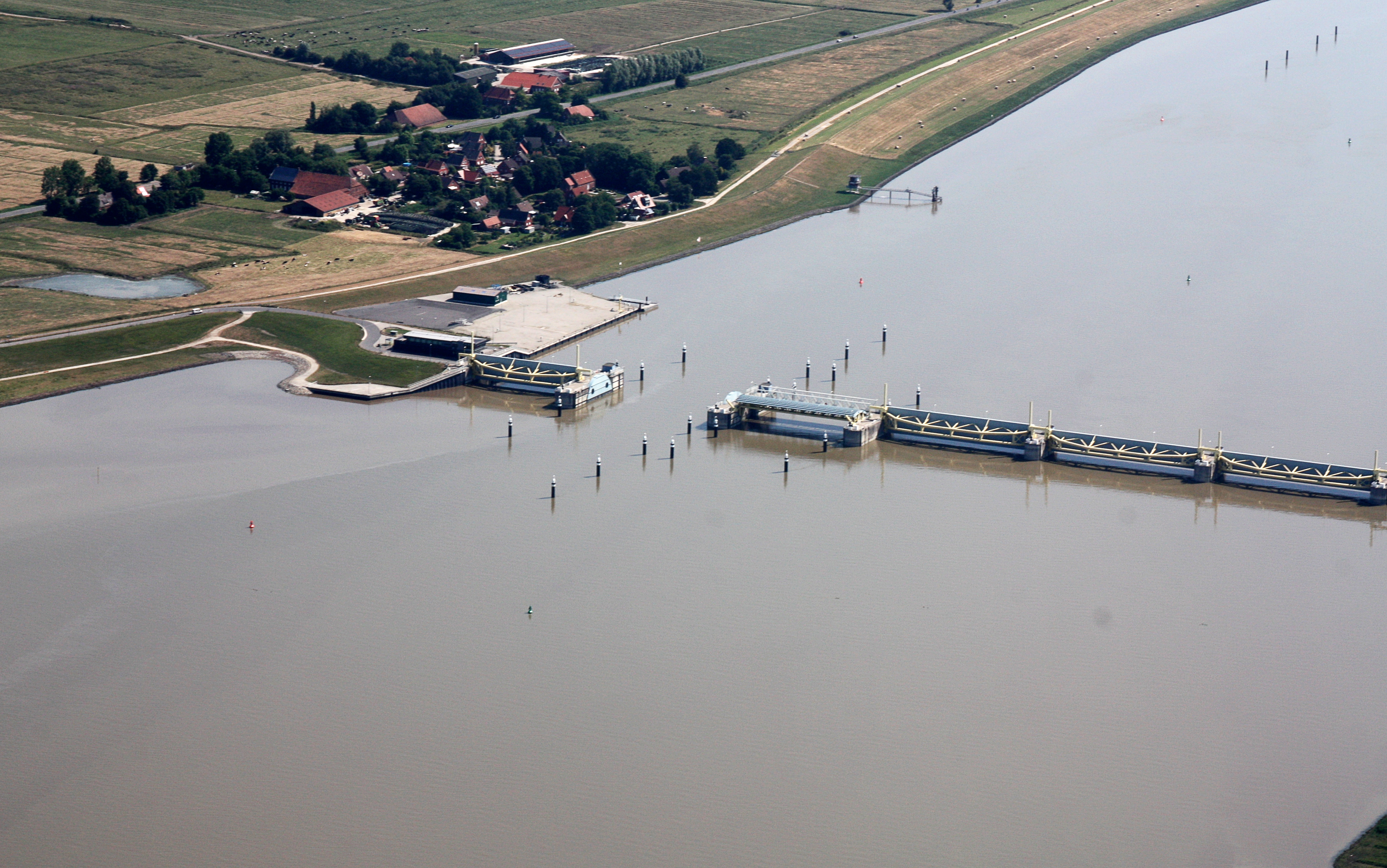
Resclosa antimarejada a l'estuari a Gandersum

Flueix de sud a nord a través dels Estats alemanys de Renània del Nord-Westfàlia (on neix al sud del bosc de Teutoburg) i de Baixa Saxònia, on el seu ampli estuari forma la frontera entre la regió de Frísia Oriental (Alemanya) i la província de Groningen (Països Baixos). La seva longitud total és de 371 quilòmetres, dels quals 206 quilòmetres són navegables. El riu continua tenint un paper important per a la navegació interior de mercaderies, per les connexions amb la conca del Weser pel Mittellandkanal i Canal de la Costa i via el Canal Dortmund-Ems amb la conca del Rin.
Fins a la resclosa de Hebrum, un barri de Papenburg, és sotmés als moviments de la marea amb un desnivell mitja de tres metres entre baixamar i plenamar. De Meppen cap a Papenburg el riu és totalment canalitzat com i integrat en el Canal Dortmund-Ems, excepte unes traces al paisatge de meandres tallats, no queda pràcticament res del seu curs natural.
En temps romans se'l coneixia com a Amisius o Amisia. L'any 12 aC, Drus hi va lliurar una batalla naval contra els bructeris.